# إيغور غرابار
إيغور إيمانويلوفيتش غرابار (27 مارس 1871 - 16 ماي 1960) (الروسية: Игорь Эммануилович Грабарь) هو رسام ما بعد انطباعي سوفياتي-روسي.

## مسيرته

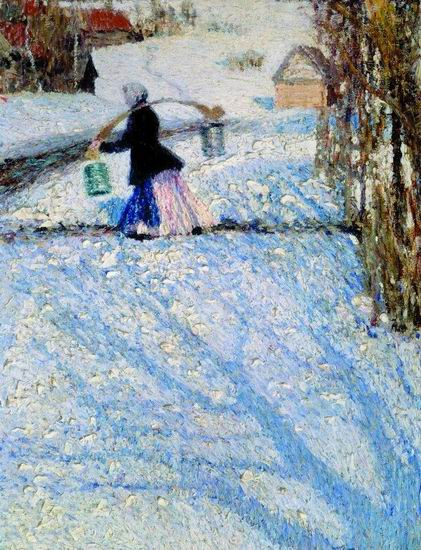
الثلج في مارس، 1904

ولد غرابار في بودابست. في عام 1876، انتقل رفقة عائلته إلى روسيا، والتحق سنة 1889 بكلية الحقوق في جامعة سانت بطرسبرغ الحكومية، وأنهى دراسته سنة 1893.
تلقى تدريبا من قبل إيليا ريبين في سانت بطرسبرغ وأنطون آيب في ميونيخ.
في عام 1913، عُيِّن مديرًا تنفيذيًا لمعرض تريتياكوف، وأطلق برنامجًا طموحًا للإصلاح استمر حتى عام 1926. قام غرابار بتنويع مجموعة تريتياكوف في الفن الحديث، وفي عام 1917 نشر أول فهرس شامل له. في عام 1921، أصبح غرابار أول أستاذ لترميم الفن في جامعة موسكو الحكومية.

## روابط خارجية
- إيغور غرابار على موقع مونزينجر (الألمانية)
- أعمال أو نبذة عن إيغور غرابار على أرشيف الإنترنت